# Yakoma (république démocratique du Congo)
Pour les articles homonymes, voir Yakoma.
Yakoma est une localité de la république démocratique du Congo, chef-lieu du secteur de Yakoma et du territoire de Yakoma. Elle est située sur la rive sud de l’Ubangi, où celui-ci est formé par la réunion du Wele et la Bomu. Elle est traversée par la RN 24, qui la relie à Monga et à la RN 4 à l’est, et à Gbadolite à l’ouest. Elle est aussi connectée à la RP 337 la reliant à Abumumbazi, Yandongi et Bumba au sud.